# فهد الفانك
فهد الفانك (1934-19 مارس 2018) رئيس مجلس الإدارة سابق في جريدة الراي الأردنية وهو كاتب صحفي مشهور مهتم بالجوانب الاقتصادية وله عامود مخصص له في جريدة الراي الأردنية ويعتبر من الكتاب المخضرمين في الأردن وتغلب على كتاباتة طابع الدفاع عن الحكومة الأردنية.

## نشأته
ولد الفانك في عمان سنة 1934 لعائلة مسيحية أصولها من بلدة الحصن، ليدرس الصفين الأول والثاني الابتدائي في مدرسة الفتح التي كانت في المعسكر، وانتقل أهله بعد ذلك إلى بلدته الأصلية الحصن. وبقي هناك فترة الدراسة الابتدائية والثانوية.
انتسب إلى حزب البعث وعمره 17 سنة في سنة 1951، واستمر مع البعث 16 سنة ووصل إلى عضوية القيادة القطرية.